# Novisyntrophococcus
Novisyntrophococcus es un género de  bacteria de la familia Lachnospiraceae. Actualmente (2023) sólo contiene una especie: Novisyntrophococcus fermenticellae. Fue descrito en el año 2021. Su etimología hace referencia a nuevo Syntrophococcus. El nombre de la especie hace referencia a fermentación en bodega. Se tiñe gramnegativa, aunque posiblemente sea grampositiva de pared delgada, como otras bacterias de la misma familia. Es anaerobia estricta, inmóvil. Tiene forma de coco, con un tamaño de 0,9-1,9 μm por 1,3-2,4 μm. Forma colonias blancas, convexas, pequeñas y circulares. Temperatura de crecimiento entre 20-40 °C, óptima de 37 °C. Se ha aislado en bodegas de fermentación de producción de baijiu. 